# رفه
رفه (به عربی: الرفة) یک روستا در سوریه است که در ناحیه تمانعه واقع شده‌است. رفه ۱٬۱۸۸ نفر جمعیت دارد.